# Dąbrowskie-Osiedle
Pour les articles homonymes, voir Dąbrowskie.
Dąbrowskie-Osiedle est un village polonais du district administratif d'Olecko, dans le powiat d'Olecko, voïvodie de Varmie-Mazurie, au nord-est du pays.